# Учёные женщины (пьеса)
«Учёные же́нщины» (фр. Les Femmes savantes) — пятиактная театральная комедия Мольера в стихах, впервые поставленная в театре Пале-Рояля 11 марта 1672 года.

## Действующие лица
- Кризаль, состоятельный горожанин.
- Филаминта, жена Кризаля.
- Арманда, дочь Кризаля и Филаминты.
- Генриетта, другая дочь Кризаля и Филаминты.
- Арист, брат Кризаля.
- Белиза, сестра Кризаля,
- Клитандр, возлюбленный Генриетты.
- Триссотен, остроумец.
- Вадиус, учёный.
- Мартина, кухарка.
- Лепин, лакей.
- Жюльен, слуга Вадиуса.
- Нотариус.